# Болго
Болго — адамава-убангийский язык, распространённый в деревнях Беди, Боли, Гагне и Коя на юго-востоке суб-префектуры Мелфи (восточнее города Барайн и юго-восточнее города Мелфи) департамента Сигнака провинции Гвера в Чаде. Выделяются два диалекта: болго-дугаг (малые болго) и болго-кубар (большие болго).